# Escândalo dos bingos
O escândalo dos bingos, também conhecido por escândalo Waldomiro Diniz é uma crise que surgiu em 13 de fevereiro de 2004, no Governo Lula, após denúncias de que Waldomiro Diniz, a época assessor do então ministro da Casa Civil José Dirceu, estava extorquindo dinheiro de empresários com a finalidade de arrecadar fundos para o Partido dos Trabalhadores. Waldomiro foi exonerado no mesmo dia.
O escândalo veio à tona após a divulgação de uma gravação feita pelo empresário lotérico (bicheiro) Carlos Augusto Ramos, conhecido como Carlinhos Cachoeira. A gravação mostra Cachoeira sendo supostamente extorquido por Waldomiro Diniz.
Waldomiro passou a ser investigado pela CPI dos Bingos, com o objetivo de "investigar e apurar a utilização das casas de bingo para a prática de crimes de lavagem de dinheiro ou ocultação de bens, direitos e valores, bem como a relação dessas casas e das empresas concessionárias de apostas com o crime organizado". A CPI foi presidida pelo senador Efraim Morais e teve como relator o senador Garibaldi Alves Filho.
Waldomiro esteve do outro lado em outras CPIs, a que afastou o então presidente Collor em 1992 e a dos Anões do Orçamento de 1993. Conforme edição nº 1819 da Revista IstoÉ, ele esteve envolvido também em um das maiores brigas do jornalismo recente.[carece de fontes?]
Devido ao caso, o presidente Lula assinou, no dia 20 de fevereiro de 2004, uma medida provisória que proibiu o funcionamento de bingos, caça-níqueis e outras casas de jogos de azar em todo o Brasil.